# Chromafinní buňky
Chromafinní buňky, také nazývané jako feochromocyty, jsou neuroendokrinní buňky. Nacházejí se u savců ve dřeni nadledvin v blízkosti presynaptických ganglií sympatického nervového systému. Svou strukturou se podobají postsynaptickým sympatickým neuronům. Plní různé funkce, hrají roli v reakci organismu na stres, sledování koncentrace oxidu uhličitého a kyslíku v těle, nebo homeostáze krevního tlaku.
Aktivuje je splanchnický nerv sympatiku tím, že uvolní acetylcholin. Tato látka se váže na nikotinové acetylcholinové receptory chromafinních buněk. Aktivované buňky následně reagují tím, že uvolní katecholaminy: 80 % adrenalinu a 20 % noradrenalinu. Tyto látky vstoupí do systémové cirkulace a působí jako parakrinní hormony. Proto se označují jako neuro-endokrynní: nervová soustava stimuluje endokrinní systém.
Existují dva typy buněk, které pocházejí z neurální lišty a souvisí se sympatickým nervovým systémem (pocházejí z buňky zvané sympathogonia):
- Neuroblasty: Tyto buňky migrují během čtvrtého až pátého týdne fetálního vývoje po obou stranách míchy a tvoří dva řetězce sympatických ganglií. Z těchto ganglií vznikají postsynaptická vlákna sympatiku a vedou ke svému cílovému orgánu. Některé z těchto buněk také migrují do dřeně nadledvin. Nádor, který vzniká onkologickou proliferací neuroblastů se nazývá neuroblastom.[3]
- Chromafinní buňky: Tyto buňky migrují do dřeně nadledvin a usazují se v blízkosti sympatických ganglií. Malá část těchto buněk může migrovat i jinak než do nadledvin, největší extraadrenální shluk těchto buněk je Zuckerkandlův orgán.[1] Nádor, který vzniká onkologickou proliferací chromafinních buněk se nazývá paragangliom, pokud nádor vzniká mimo oblast nadledviny, nebo feochromocytom, pokud se nachází v ní.[2]

Kvůli schopnosti solí chromu obarvit preparát jsou buňky označovány jako chromafinní (vizte: afinita).